# Azrael (filme)
Azrael dirigido por E.L. Katz e escrito por Simon Barrett, é filme de terror e ação americano lançado em 2024, estrelando Samara Weaving. O longa teve sua estreia no Festival South by Southwest de 2024, no dia 9 de março.

## Elenco
- Samara Tecelagem
- Vic Carmen Sonne
- Katariina Unt
- Nathan Stewart-Jarrett

## Produção
Azrael foi anunciado em setembro de 2022 com planos para que E.L. Katz dirija o filme escrito por Simon Barrett. Samara Weaving estaria no filme de ação-horror. O filme começou a ser filmado no Condado de Harju, na Estónia, em outubro de 2022. A produção tinha considerado filmar em Ontario, mas decidiu na Estónia, com algumas atividades pós-produção ocorrendo também na Estónia. Aproximadamente 70% da equipe foi contratada localmente, incluindo o cineasta Mart Taniel, assim como vários membros do elenco. [3] A produção criou uma lua artificial na floresta de Pärispea durante a filmagem usando um sistema de faróis conectados levantados por um guindaste.
Após a filmagem ter sido concluída, foi levada ao Mercado de Cinema Europeu de 2023 para encontrar distribuição. Em setembro de 2023, a Republic Pictures anunciou que comprou os direitos de distribuição da América do Norte.

## Lançamento
Azrael teve sua estreia mundial em 9 de março de 2024 no festival South by Southwest em Austin, Texas. Ele também foi exibido no Overlook Film Festival em 5 de abril de 2024.

## Recepção
No site agregador de críticas Rotten Tomatoes, 58% das 19 resenhas dos críticos são positivas, com uma classificação média de 6.0/10.